# Gibberythrops stephensoni
Gibberythrops stephensoni är en kräftdjursart som först beskrevs av W. M. Tattersall 1936.  Gibberythrops stephensoni ingår i släktet Gibberythrops och familjen Mysidae. Inga underarter finns listade i Catalogue of Life.